# 桑德迈尔反应
桑德邁爾反應（Sandmeyer反应）是重氮鹽在CuX的催化下與鹵素鹽類反應產生卤代烃的化学反应。
{\displaystyle {\rm {\ R\!-\!N_{2}^{+}+NaX\rightarrow R\!-\!X+N_{2}+Na^{+}}}}
其中X可以为溴、氯或氰基负离子。
其机理如下（之前的重氮化反应略去）：